# Leroy Wallace
Leroy „Horsemouth“ Wallace (geb. 3. April 1950 in Kingston) ist ein jamaikanischer Schlagzeuger des Reggae.

## Werdegang
Leroy wuchs als Sohn einer alleinerziehenden Mutter in prekären Verhältnissen auf. Da ihn die Mutter körperlich bestrafte, weil er ihr Hauswirtschaftsgeld stahl, kam er im Alter von sieben Jahren in die Alpha Boys’ School und unter die Obhut von Schwester Ignatius. An der Schule lernte Leroy laut eigener Aussage auch praktische Fähigkeiten wie „Fliesen machen, Drucken und Schlagzeug spielen“. Sein Musiklehrer war der Musiker Lennie Hibbert.
Horsemouth arbeitete als Schlagzeuger mit vielen jamaikanischen Musikproduzenten zusammen, zum Beispiel mit Joe Gibbs, Coxsone Dodd und King Tubby sowie den Channel One Studios. In den Siebzigerjahren war er Mitglied der Studio-One-Bands Sound Dimension und Brentford All Stars. Horsemouth nahm mit vielen namhaften Reggae-Musikern auf, darunter The Abyssinians, Burning Spear, Ken Boothe, Justin Hinds, Sugar Minott, Horace Andy, Augustus Pablo, Bim Sherman, Bunny Wailer, Dennis Brown und Ijahman Levi. Mit Lee „Scratch“ Perry entstand 1975 in den Black Ark Studios die Single Herb Vendor. 1978 nahm Wallace eine eigene Schallplatte mit dem Titel Original Armageddon Dub auf.
Horsemouth Wallace spielte die Hauptrolle in Rockers, einem jamaikanischen Musikfilm aus dem Jahr 1978, der ursprünglich als Dokumentarfilm angelegt war.
Horsemouth ist Schlagzeuger von Rockamovya, einem Seitenprojekt von Groundation.

## Diskografie (Auswahl)
Für Burning Spear
- 1972: Joe Frazier (Iron Side; Single)
- 1975: Marcus Garvey (Island Records)

Eigene Aufnahmen
- Original Armageddon Dub (1978, Stable One)
- Far Beyond

## Filmografie
- Rockers - The Mafia vs. Jamaican Musicians, Regie: Ted Bafaloukos, Jamaika, 1978.